# Maglemose (Mullerup Mose)
 For alternative betydninger, se Maglemose. (Se også artikler, som begynder med Maglemose)
Maglemose eller Mullerup Mose er et vådområde i Vestsjælland, øst for Mullerup.
I stenalderen var Tissø her en stor sø med mange øer i, og det var et fint sommeropholdssted for den tids jægere og fiskere. I 1900 og 1902 fandt man ved udgravninger de bopladser, hvorfra de har fisket og jaget. Undersøgelsen viste, at man her stod over for den ældste beboelse i Norden, og Danmarks historie blev med disse fund således forlænget med flere tusinde år. Fundstederne for Mullerup-kulturen eller Maglemosekulturen er markeret med to mindesten.
55°29′24″N 11°13′55″Ø / 55.4899°N 11.2319°Ø